# NGC 6185
NGC 6185 é uma galáxia espiral (Sa) localizada na direcção da constelação de Hercules. Possui uma declinação de +35° 20' 32" e uma ascensão recta de 16 horas, 33 minutos e 17,8 segundos.
A galáxia NGC 6185 foi descoberta em 27 de Abril de 1827 por John Herschel.